# ELECTROMANCER
『ELECTROMANCER』（エレクトロマンサー）は、1995年7月12日にリリースされた浅倉大介の3rdアルバム。発売元はファンハウス。

## 概要
access活動休止後初のソロアルバム。
2013年9月11日、ソニー・ミュージックダイレクトより、リマスタリングを施し、Blu-spec CD仕様で再発された。初回限定盤にはトレーディングカードが封入。

## 録音
1995年2月12日、オナペッツのプロデュース・幕張メッセでの「MACWORLD Expo」の鑑賞・テレビゲームと仕事と遊びを並行しながら、アルバム制作を始めた。
1995年2月下旬、本来のスケジュールであればアルバム制作作業の半分ができていなければならなかったが、実際には3曲のビジョンが見えている程度だった。ボーカリストも見つからず、手当たり次第に何人ものボーカリスト候補に歌ってもらった。その時の浅倉の生活サイクルは、夕方にスタジオに入って、夕食を食べながらニュースを見て、深夜0時にスタッフが帰るとテレビゲームをしながらレコーディングに入り、帰るのはいつも朝だった。
1995年3月5日、浅倉が担当するボーカルのレコーディングをした。
1995年3月19日、リードシングル3枚のジャケット写真を撮影した。
1995年4月11日、トラックダウン・プロモーションビデオ撮影のためにロサンゼルスへ出発した。
1995年4月29日、メキシコにてプロモーションビデオ撮影。
1995年4月29日、帰国。

## 音楽性
タイトルは「Electro」と「Romancer」を掛け合わせた造語である。「近い将来にニューロコンピュータみたいなものが出てきて、人間の精神がそのままコンピュータの中に入り込めて、自分で直接見たり感じたりできる様になる新人類的な人がどんどん出てくるだろう」という予感がして、そのような「ニューロコンピュータのインナースペースを縦横無尽にコントロールできる人」を「ELECTROMANCER」と例えた。
歌詞の全体的なコンセプトは「現実世界の中で、ふとした瞬間に身近な場所で、非現実的な世界の入り口が見つかる」ところから広げていった。
浅倉は「色んなジャンルの音がめくるめく感じで、ビデオドラッグみたいに画面が次から次へと色んな刺激が目からも耳からも」「accessでは出来なかったことをやる」をコンセプトに、アレンジ・楽曲に合致し、自分が聴きたい声を探すために、ボーカリストをオーディションで決めた。
1995年1月より、メインで使用するミュージックシーケンサーをLogic Audioに変更した。4部音符を960分割して、今までは扱いにくかった生音もシンセサイザーのデジタルデータと一緒に扱えるようになり、「ボーカルもアレンジしたデジタル上のデータ」として編集することに重点的に使用した。

## ミュージック・ビデオ
ミュージック・ビデオ「INTERFACE OF ELECTROMANCER」がアルバムに先行して1995年6月25日に発売された。
日本・アメリカ・メキシコの3カ国で撮影された。

## CD-ROM
初回限定盤には、浅倉がaccessの楽曲・レコーディングで使用されたシンセサイザー・自身のプライベートなどについて語ったインタビュー動画やミニゲーム等を収録したパソコン用CD-ROM「mediaROMancer」が付属された。
「PERSONAL DATA」では、ロサンゼルスでのインタビューを中心に、浅倉の1995年までの時点のフィルモグラフィが公開された。
「MUSIC」では、浅倉が関わった全てのシングル・アルバム・ビデオの発売日・ジャケット・商品番号が収録された。一部の音源が数十秒程試聴できた。
「EQUIPMENT」では、本作でメインで使用されたシンセサイザーについて、配線図付きで紹介された。浅倉が楽器についてコメントしたインタビュー動画も収録された。
「ENTERTAINMENT」では、ライブ・ロサンゼルスでのショット等で構成されたポートレート集・最新PV・本作のメイキング・ミニゲーム・浅倉自身が制作したCGが収録された。
CD発売日と同日に「DA NETWORK」が公開された。パソコンにCD-ROMを入れると、モデムと電話回線を介して簡単に接続が可能だった。「浅倉大介からのメッセージ」「彼へのメール」「新譜・ライブ速報」「MIDIとシンセサイザーの広場」「みんなの交流の場」等のコーナーが設置された。
1996年3月1日にはセガサターン用ソフトとして「mediaROMancer」が単体で発売された。

## セールス
浅倉のソロアルバムでは『D-Trick』に次ぐ9.6万枚のセールスを記録。通常盤と初回限定盤の2形態でリリースされ、初回限定盤はシングル、アルバムを通じて自己最高のオリコン4位、通常盤はオリコン55位にランクインした。

## 収録曲
| #   | タイトル                                                     | 作詞               | 作曲     | 編曲     | ボーカル                                                 | 時間 |
| --- | ------------------------------------------------------------ | ------------------ | -------- | -------- | -------------------------------------------------------- | ---- |
| 1.  | 「THE ELECTROMANCER」                                        |                    | 浅倉大介 | 浅倉大介 |                                                          | 4:20 |
| 2.  | 「BLACK OR WHITE?（L.A.MIX）」                               | 井上秋緒           | 浅倉大介 | 浅倉大介 | 西川貴教                                                 | 5:07 |
| 3.  | 「KARMA FOREST（L.A.MIX）」                                  |                    | 浅倉大介 | 浅倉大介 |                                                          | 4:37 |
| 4.  | 「SPACE PARADISE」                                           | 麻倉真琴           | 浅倉大介 | 浅倉大介 |                                                          | 5:53 |
| 5.  | 「RAINY HEART〜どしゃ降りの想い出の中（L.A.MIX）」           | 井上秋緒           | 浅倉大介 | 浅倉大介 | 葛山信吾                                                 | 5:12 |
| 6.  | 「BEAT OF DREAM」                                            | 浅倉大介、麻倉真琴 | 浅倉大介 | 浅倉大介 | Carmen Twillie、Julia Waters、Maxine Waters、Oren Waters | 4:58 |
| 7.  | 「MAGNETIC SPRING（L.A.MIX）」                               |                    | 浅倉大介 | 浅倉大介 |                                                          | 5:50 |
| 8.  | 「WHISPER CITY」                                             |                    | 浅倉大介 | 浅倉大介 |                                                          | 5:38 |
| 9.  | 「SIREN'S MELODY（L.A.MIX）」                                | 麻倉真琴           | 浅倉大介 | 浅倉大介 |                                                          | 5:40 |
| 10. | 「ATLANTIC WEAVE（L.A.MIX）」                                |                    | 浅倉大介 | 浅倉大介 |                                                          | 6:21 |
| 11. | 「THE ELECTROMANCER（KANASHIMINO KAWAWO YOROKOBINO OKAWO）」 | 浅倉大介、麻倉真琴 | 浅倉大介 | 浅倉大介 | Maxine Waters                                            | 6:10 |
| 12. | 「VINTAGE」                                                  |                    | 浅倉大介 | 浅倉大介 |                                                          | 2:14 |

## 曲解説
1. THE ELECTROMANCER
生のオーケストラとも違う、全てがコンピュータによるフルオーケストラアレンジ・ブラスアレンジ・ロック調のアレンジを施している[2]。
制作に10日かかった。これはアルバムの中で制作期間が長かった[2]。
PVはロサンゼルスのグリフィス天文台にて、夜中の2時から、グリフィス公園が開く朝10時まで撮影が行われた[6]。
2. BLACK OR WHITE?（L.A.MIX）
シングルバージョンより、ギター・ボーカル・コーラスをバランスよくナチュラルに聞こえるようにしている。アウトロでは特殊な演出を施している[2]。
3. KARMA FOREST（L.A.MIX）
フィル・カッフェルのミキシングにより、リズムが引き締まり、ギターはナチュラルな仕上がりになった[2]。
浅倉は「シングルバージョンがリミックス、アルバムバージョンが原曲に近い」と振り返っている[2]。
4. SPACE PARADISE
歌詞は「インターネット・コンピュータを通して、人と人が簡単に出会える世界で生まれた恋」をテーマにしている[2]。
浅倉は「ストーリー展開の面白い曲にしたい」と思い、間奏の浅倉の声をトーキング・モジュレーターで処理した。浅倉は「アルバムの中で一番歌詞・台詞・音色・声の処理の面で遊んだ曲」と振り返っている[2]。
コーラスとして貴水博之が参加している。久しぶりに再会した時に貴水の風貌が様変わりしていて、浅倉は驚いた[2]。
PVのテーマは「アイドルにもなれるエレクトロマンサー」[2]「浅倉一人でシャンプーになり切る」こととした[6]。
PV用に新規のミキシングが施された[6]。
「金髪で青い目をした浅倉」と「銀髪で黄色い目をした浅倉」を出すために、一通り撮り終わったら、衣装を全て着替えて、もう1回同じ動きを撮り直して、1人2役の浅倉を表現した[2]。
5. RAINY HEART〜どしゃ降りの想い出の中（L.A.MIX）
シングルバージョンより、ロックバラード調にアレンジされた[2]。
6. BEAT OF DREAM
「古いディスコ・サウンドを、今僕が作るとどうなるか」をイメージして制作した[2]。
「黒人のグルーヴ感を入れてみたい」という狙いから、「とにかくコーラスの人を3,4人」と頼んで、誰が来るのかはわからなかった[2]。
ロサンゼルスにて、トランペット・トロンボーン・サックス・シンセサイザーのブラス等のホーン・セクションをレコーディングした[2]。
PVはメキシコで1995年4月25日に日帰りで撮影された。一部サンディエゴで撮影された素材も使用された[2][6]。
7. MAGNETIC SPRING（L.A.MIX）
浅倉は「写真の焼き方が変わったみたい」「同じ像を違うアングルから見てしまった感じ」と称している[2]。
8. WHISPER CITY
ロサンゼルスでレコーディングした生のサックスに、サンプラーのループリズムとコンピューターで作ったグルーヴ感を加え、「1ヶ所に揃わないものを揃えてしまった」構造の曲である[2]。
楽曲のイメージを膨らませるために、ロサンゼルスの風景をヘリコプターで見に行き、ダウンタウンの真上を30分旋回してもらった。その時の印象と「ニューヨークのマンハッタンの夜景」が元になった[2]。
「近未来にコンピューターの中に精神が入って、精神世界でこんな風に世界が見えたらいいな」と考えながら制作した[8]。
9. SIREN'S MELODY（L.A.MIX）
シングルバージョンと比べて、3本のシンセサイザーによるギターの音色と3本の生のギターによる掛け合いが、より明確になり、引き締まった[2]。
浅倉はフィルに冗談で「歌が上手く聞こえる様にして下さい」とお願いし、その発言にウケたフィルからは「次は『SIREN'S MELODY』をミックスしよう」と毎回からかわれた[2]。
10. ATLANTIC WEAVE（L.A.MIX）
浅倉は「同じ曲とは思えない位にミックスが変わった」と振り返っている[2]。
11. THE ELECTROMANCER（KANASHIMINO KAWAWO YOROKOBINO OKAWO）
黒人のコーラス隊が日本語で歌っている。「『川を』の所を『ケワウー』と真面目に歌っている」という本来は笑えない状況だったが、一生懸命真面目に歌っていて、しかも上手かったために、必死で笑いを堪えながら、発音を指導した[2]。
歌詞は「色んな意味でポジティブに考えられたら。そうやって前に進むことで、『ELECTROMANCER』の世界にまた新しい神話みたいなものが生まれてくれたら」[2]「世紀末的な事が言われているけど、前向きに21世紀を見て、新しい事を考えていけたら」[8]という願いを込めた。
12. VINTAGE
浅倉の「自分の新しい可能性を追求しよう」という思いから、ミュージックシーケンサーを一切使わずに、シンセサイザーとピアノを重ねた構造にした[2]。
楽曲のイメージは「歴史を積む中で素晴らしいものは出来上がる」「ふとしたことで、色んな事が蘇ってきても、まだまだこれからも凄いスピードで歴史は進んでいく」「めくるめく感じの締めくくり」を込めて、本楽曲をラストナンバーにした[2]。